# Boyelles Communal Cemetery Extension
Boyelles Communal Cemetery Extension is een begraafplaats gelegen in de Franse plaats Boyelles (Pas-de-Calais). De militaire graven worden onderhouden door de Commonwealth War Graves Commission.
De begraafplaats telt 139 geïdentificeerde graven waarvan 137 Gemenebest graven uit de Eerste Wereldoorlog and 2 overige graven uit de Eerste Wereldoorlog.